# Wilhelm Nusselt
Ernst Kraft Wilhelm Nußelt o más usualmente Wilhelm Nusselt (Núremberg, 25 de noviembre de 1882 - Múnich, 1 de septiembre de 1957) fue un ingeniero alemán. Estudió ingeniería mecánica en la Universidad Técnica de Múnich (Technische Universität München), donde terminaría doctorándose en 1907. Fue profesor en Dresde entre 1913 y 1917.
Durante su periodo de enseñanza desarrolló el análisis dimensional de la transferencia de calor, sin conocimiento del Teorema de Pi-Buckingham o el trabajo en fluidos de Lord Rayleigh. Al hacerlo abrió el camino de la formulación moderna de los fenómenos convectivos. En honor a su trabajo se llama así al Número de Nusselt, usado en este campo.
Tras enseñar en Suiza y Alemania entre 1917 y 1925, fue nombrado catedrátco de Mecánica Teórica en Múnich. Trabajó entonces en intercambiadores de calor hasta 1952, cuando fue sustituido por el también famoso en el campo Ernst Schmidt.  